# Majniška deklaracija (1989)
Majniška deklaracija je bila politična izjava, ki so jo oblikovale slovenske opozicijske politične stranke leta 1989 in z njo zahtevale suvereno državo slovenskega naroda. Deklaracijo so podpisali Društvo slovenskih pisateljev, Slovenska demokratska zveza, Slovenska kmečka zveza, Slovensko krščansko socialno gibanje, Socialdemokratska zveza Slovenije, Univerzitetna konferenca ZSMS in Društvo slovenskih skladateljev. Na množičnem protestnem zborovanju zaradi aretacije Janeza Janše (odhod na prestajanje kazni) na Kongresnem trgu v Ljubljani 8. maja 1989 jo je prebral Tone Pavček.
Zborovanje je bilo poimenovano »odprta seja predsedstva RK ZSMS«, ker so ga oblasti prepovedale. Deklaracija je bila objavljena v dnevnem časopisju, v Delu 10. maja 1989.

## Besedilo deklaracije
Podpisniki te listine izjavljamo in sporočamo:
1. da hočemo živeti v suvereni državi slovenskega naroda;
2. kot suverena država bomo samostojno odločali o povezavah z južnoslovanskimi in drugimi narodi v okviru prenovljene Evrope;
3. glede na zgodovinska prizadevanja slovenskega naroda za politično samostojnost je slovenska država lahko utemeljena le na:

- spoštovanju človekovih pravic in svoboščin,
- demokraciji, ki vključuje politični pluralizem,
- družbeni ureditvi, ki bo zagotavljala duhovno in gmotno blaginjo v skladu z naravnimi danostmi in v skladu s človeškimi zmožnostmi državljanov Slovenije.

Društvo slovenskih pisateljev, Slovenska demokratična zveza, Slovenska kmečka zveza, Slovensko krščansko socialno gibanje, Socialdemokratska zveza Slovenije, Univerzitetna konferenca ZSMS, Društvo slovenskih skladateljev, 8. maja 1989.